# Alexander Michailowitsch Wassilewski

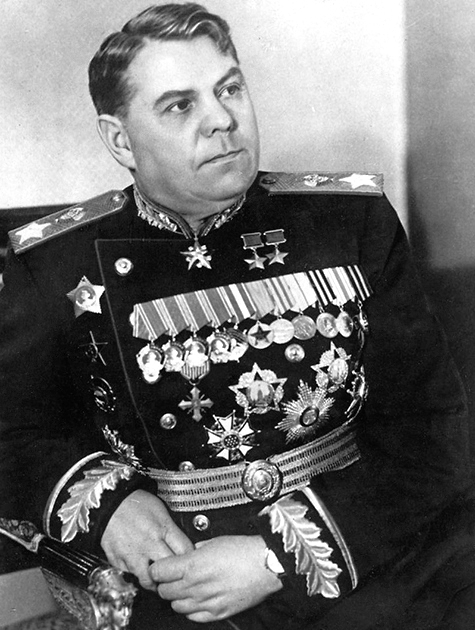
Alexander Michailowitsch Wassilewski um 1945

Alexander Michailowitsch Wassilewski (russisch Александр Михайлович Василевский, wiss. Transliteration Aleksandr Michajlovič Vasilevskij; * 18.jul. / 30. September 1895greg. im Dorf Nowaja Goltschicha bei Witschuga; † 5. Dezember 1977 in Moskau) war ein sowjetischer Offizier und Generalstabschef (1942–1945). Der Marschall der Sowjetunion war von 1949 bis 1953 sowjetischer Verteidigungsminister.

## Leben

### Jugend und Ausbildung

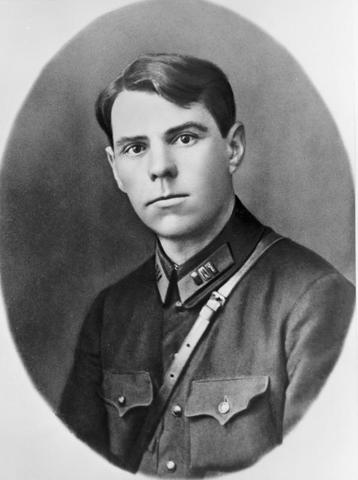
Wassilewski (1928)

Wassilewski war Sohn eines Psalmenlesers und späteren Priesters. Er beendete 1909 die geistliche Schule in Kineschma und trat in das geistliche Seminar von Kostroma ein. Im Ersten Weltkrieg trat er 1915 nach viermonatigem Besuch der Moskauer Alexej-Offiziersschule als Fähnrich in die Kaiserlich Russische Armee ein, in der er vom Zugführer zum Kompaniechef, Bataillonskommandeur. und 1917 zum Stabskapitän aufstieg. Er war 1918 Ausbilder in der militärischen Ausbildung der Arbeiter und Bauern und kurze Zeit danach Grundschullehrer. Ab 1919 diente er in der Roten Armee. Während des Bürgerkrieges war er Bataillonskommandeur und Stellvertreter verschiedener Regimentskommandeure und danach selbst Kommandeur mehrerer Regimenter. 1920 nahm er am Polnisch-Sowjetischen Krieg teil und absolvierte 1926 die Wystrel-Kurse (Militärakademie).

### Militärischer Aufstieg
Ab 1931 war Wassilewski in der Verwaltung Gefechtsausbildung der Roten Armee tätig. Von 1934 bis 1936 war er als Oberst Leiter der Abteilung Gefechtsausbildung des Wolga-Militärbezirks. Er absolvierte die Militärakademie des Generalstabs 1937 im 1. Lehrgang nach Gründung. Ab 1937 war er Leiter der Unterabteilung Operative Ausbildung, ab 1939 Stellvertreter des Leiters der Operativen Abteilung und ab 1940 1. Stellvertreter des Chefs der Operativen Verwaltung des Generalstabs. 1939 erhielt er den Dienstgrad des Brigadekommandeurs und 1940 den eines Generalmajors.

### Zweiter Weltkrieg
Ab August 1941 war er Stellvertreter und 1. Stellvertreter des Chefs des Generalstabs und Chef der Operativen Verwaltung, ab Juni 1942 Chef des Generalstabs und ab Oktober 1942 gleichzeitig Stellvertreter des Volkskommissars für Verteidigung der Sowjetunion. Wassilewski war als Vertreter des Hauptquartiers während des Zweiten Weltkrieges tätig und hatte großen Einfluss auf die Planung und Verwirklichung von größten Militäroperationen. So nahm er an der Schlacht um Moskau (1941/1942), der Schlacht um Stalingrad (1942/1943) und der Schlacht bei Kursk (Juli 1943) teil. Während der Schlacht um Stalingrad leitete er die Abwehr des Gegenangriffs der deutschen 4. Panzerarmee, die mit dem Unternehmen Wintergewitter versuchte, die eingeschlossene 6. Armee des Generalobersten Paulus zu entsetzen.
In den beiden ersten Kriegsjahren wurde er in rascher Folge bis in höchste Dienstränge befördert. Nachdem er im Dezember 1941 zum Generalleutnant, im Juni 1942 zum Generaloberst und im Januar 1943 zum Armeegeneral befördert worden war, wurde ihm unmittelbar danach im Februar 1943 als zweitem General der Roten Armee während des Krieges der Rang eines Marschalls der Sowjetunion verliehen. Nach dem Tod von General Iwan Tschernjachowski im Februar 1945 übernahm er den Befehl über die 3. Weißrussische Front, die am 9. April 1945 in der Schlacht um Ostpreußen Königsberg einnahm. Zum gleichen Zeitpunkt wurde er zum Mitglied des Obersten Kriegsrates der Sowjetunion ernannt. Im August 1945 führte er als Oberkommandierender der Truppen in Fernost die Sowjetische Invasion der Mandschurei durch.

### Nach dem Krieg
Seit 1946 war er erster Stellvertreter des Verteidigungsministers, bevor er von 1949 bis 1953 das Amt des Verteidigungsministers bekleidete. Gleichzeitig stieg er in der Parteihierarchie auf und war von 1952 bis 1961 Mitglied des Zentralkomitees der Kommunistischen Partei der Sowjetunion. Von 1953 bis 1956 war er wieder zum Ersten Stellvertreter des Verteidigungsministers ernannt, bevor er 1956 einen unbedeutenden Posten eines Stellvertreters des Verteidigungsministers für die Fragen der Militärtheorie übernehmen musste, den er bis 1957 innehatte. Gleichzeitig war Wassilewski Vorsitzender des Komitees der Kriegsveteranen der Sowjetunion. Ab 1957 pensioniert, wurde er Mitglied der Gruppe von Generalinspekteuren des Heeres beim sowjetischen Verteidigungsministerium.
Wassilewski starb Ende 1977 in Moskau. Seine Urne wurde an der Kremlmauer beigesetzt.

## Auszeichnungen und Ehrungen (Auswahl)

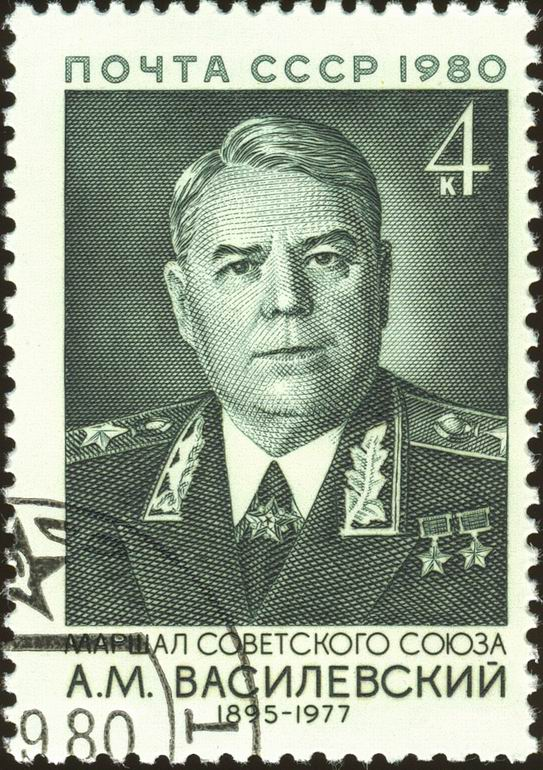
Briefmarke zu Ehren Wassilewskis, 1980

- Held der Sowjetunion, zweimal (29. Juli 1944, 8. September 1945)
- Sowjetischer Siegesorden, zweimal (1945)
- Leninorden, achtmal
- Orden der Oktoberrevolution
- Rotbannerorden, zweimal
- Suworoworden I. Klasse
- Orden des Roten Sterns
- Karl-Marx-Orden (DDR, 1975)
- mehrere sowjetische Medaillen, darunter:
  - Jubiläumsmedaille „XX Jahre Rote Arbeiter-und-Bauern-Armee“ (22. Februar 1938)
  - Medaille „Sieg über Deutschland“
  - Medaille „Für den Sieg über Japan“
  - Medaille „Für die Einnahme Königsbergs“

Unter Wassilewskis ausländischen Auszeichnungen befinden sich der amerikanische Legion of Merit, der britische Order of the British Empire, die Mitgliedschaft in der französischen Ehrenlegion und der polnische Orden Virtuti Militari.

## Publikationen
- Дело всей жизни; Политиздат, Москва 1978 (Sache des ganzen Lebens; Politisdat Moskau 1978; online) Deutsche Übersetzung: Militärverlag der Deutschen Demokratischen Republik, Berlin 1988, ISBN 3-327-00634-2.